# Furia Esports
Furia Esports (zapisywane jako FURIA eSports) – brazylijska zawodowa organizacja e-sportowa, założona w 2017 roku przez Jaimego Padua. Sekcję posiada w grach Dota 2, Counter-Strike: Global Offensive oraz PlayerUnknown’s Battlegrounds. Formacja zarobiła dotychczas ok. 900 tysięcy dolarów (stan na 18 listopada 2020).

## Counter-Strike: Global Offensive
Furia ogłosiła swój pierwszy skład w sierpniu 2017, a znaleźli się w nim: spacca, prd, guerri, caike, VINI oraz Sllayer jako trener. 6 lutego 2018 do zespołu dołączyli arT, VINI i KSCERATO. 2 października tego samego roku spacca opuścił drużynę i został publicystą organizacji, a za niego do składu dołączył ableJ. Ostatnia zmiana w szeregach formacji nastąpiła 9 października 2019, kiedy ableJ powrócił do Furia Inagame. W lutym 2020 drużyna znajdowała się na 21. miejscu w rankingu najlepszych organizacji CS:GO, tworzonym przez serwis HLTV.

### Skład[5]
| Kraj              | Nick     | Imię i nazwisko            | Data dołączenia  |
| ----------------- | -------- | -------------------------- | ---------------- |
| Brazylia          | yuurih   | Yuri Santos                | 8 listopada 2017 |
| Brazylia          | arT      | Andrei Piovezan            | 6 lutego 2018    |
| Brazylia          | VINI     | Vinicius Figueiredo        | 6 lutego 2018    |
| Brazylia          | KSCERATO | Kaike Cerato               | 6 lutego 2018    |
| Stany Zjednoczone | Junior   | Paytyn Johnson             | 8 stycznia 2021  |
| Brazylia          | honda    | Lucas Cano                 | 14 stycznia 2021 |
| Brazylia          | guerri   | Nicholas Nogueira (trener) | 2 lutego 2018    |

### Byli członkowie[6]
| Kraj     | Nick    | Imię i nazwisko      | Data opuszczenia    |
| -------- | ------- | -------------------- | ------------------- |
| Brazylia | HEN1    | Henrique Teles       | 8 stycznia 2021     |
| Brazylia | ableJ   | Rinaldo Junior       | 9 października 2019 |
| Brazylia | spacca  | Guilherme Spacca     | 2 października 2018 |
| Brazylia | bld V   | Victor Junqueira     | 5 lutego 2018       |
| Brazylia | s1      | Ricardo Shinji       | 5 lutego 2018       |
| Brazylia | prd     | Arthur Resende       | 8 listopada 2017    |
| Brazylia | caike   | Caike Costa          | 2 października 2017 |
| Brazylia | Sllayer | Bruno Silva (trener) | 8 listopada 2017    |

### Osiągnięcia[7][8]
- 2. miejsce – Experience League 2017
- 2. miejsce – Legion Challenge
- 2. miejsce – ESL Pro League Season 7 South America
- 1. miejsce – GG.BET Ascensao
- 1. miejsce – Aorus League Invitational
- 1. miejsce – ESL Brasil Premier League Season 5
- 2. miejsce – ZOTAC Cup Masters 2018 Americas
- 2. miejsce – NSG Eastern Conference Championship 2018
- 2. miejsce – Americas Minor Championship Katowice 2019
- 1. miejsce – ESEA Season 30 Premier Division North America
- 2. miejsce – DreamHack Open Rio de Janeiro 20219
- 3/4. miejsce – DreamHack Masters Dallas 2019
- 2. miejsce – Esports Championship Series Season 7 Finals
- 3/4. miejsce – Moche XL Esports 2019
- 1. miejsce – ESEA Season 31 Global Challenge
- 2. miejsce – Americas Minor Championship Berlin 2019
- 1. miejsce – EMF World Invitational 2019
- 1. miejsce – Arctic Invitational 2019
- 3/4. miejsce – Games Clash Masters 2019
- 3. miejsce – StarSeries & i-League Season 8
- 3/4. miejsce – Champions Cup Finals
- 2. miejsce – DreamHack Open Anaheim 2020
- 3. miejsce – ESL Pro League Season 11 North America
- 2. miejsce – ESL One Road to Rio North America
- 1/2. miejsce – BLAST Premier Spring 2020 American Showdown
- 1. miejsce – DreamHack Masters Spring 2020 North America
- 1. miejsce – DreamHack Open Summer 2020 North America
- 3/4. miejsce – ESL One Cologne 2020 Online North America
- 1. miejsce – ESL Pro League Season 12 North America
- 1. miejsce – IEM XV New York Online North America

## Dota 2
Dywizja w Dota 2 została otwarta 28 czerwca 2019 roku, a w zespole znaleźli się: RdO, murdOc, Hyko oraz Duster.

### Skład[9]
| Kraj     | Nick   | Imię i nazwisko    | Data dołączenia |
| -------- | ------ | ------------------ | --------------- |
| Brazylia | RdO    | Leonardo Fernandes | 28 czerwca 2019 |
| Brazylia | murdOc | Henry Felipe       | 28 czerwca 2019 |
| Brazylia | Hyko   | Lucas Morais       | 28 czerwca 2019 |
| Brazylia | Duster | Heitor Pereira     | 28 czerwca 2019 |

### Osiągnięcia
- 4. miejsce – Dota 2 Battle
- 3. miejsce – WESG 2019 Brazil Finals
- 7/8. miejsce – WePlay! Bukovel Minor 2020

## PlayerUnknown’s Battlegrounds
Sekcja w PUBG została założona 14 lutego 2018 roku.

### Skład[10]
| Kraj     | Nick     | Imię i nazwisko | Data dołączenia      |
| -------- | -------- | --------------- | -------------------- |
| Brazylia | hiagguin | Hiago Hubner    | 11 marca 2018        |
| Brazylia | zFluxxx  | Miquel Quadros  | 24 października 2018 |
| Brazylia | rogi     | Igor Oliveira   | 16 lipca 2019        |

### Osiągnięcia
- 2. miejsce – ESL LA League Season 2
- 3. miejsce – GLL LATAM Masters Phase 2
- 3. miejsce – ESL LA League Season 3
- 2. miejsce – LA League Season 4
- 2. miejsce – GLL LATAM Masters Phase 3